# John Grinder
John Grinder   (Detroit, 10 de gener de 1940) John Thomas Grinder és un anglicista i lingüista estatunidenc conegut principalment per ser el cofundador (al costat de Richard Bandler) de la tècnica denominada programació neurolingüística.
Grinder va fer treballs com a estudiant en les gramàtiques generatives transformacionals de Noam Chomsky. Més tard, essent ja doctor en lingüística i docent en la Universitat de Califòrnia, a Santa Cruz va conèixer al llavors estudiant d'informàtica Richard Bandler i van iniciar el treball intel·lectual conjunt, primerament a través d'una intervisió (mútua supervisió, o observació) de les sessions grupals de teràpia gestáltica que dirigien. Tots dos van canviar d'universitat, traslladant-se a San Francisco a la mateixa època. Són autors de la tècnica coneguda com a programació neurolingüistica.